# Sundby
Sundby – dzielnica (stadsdel) Sztokholmu, położona w jego zachodniej części (Västerort) i wchodząca w skład stadsdelsområde Spånga-Tensta. Graniczy z dzielnicami Bromsten, Bällsta, Eneby, Flysta i Solhem.
W Sundby dominuje zabudowa jednorodzinna, z domami wolnostojącymi.
Według danych opublikowanych przez gminę Sztokholm, 31 grudnia 2020 r. Sundby liczyło 2356 mieszkańców. Powierzchnia dzielnicy wynosi 1,17 km².